# Hans Vogt (Komponist, 1909)
Hans Vogt (* 3. März 1909 in Basel; † 28. Juli 1978 ebenda) war ein Schweizer Komponist, Pianist und Dirigent. Von 1966 bis 1974 war er Leiter der Abteilung Musik des Radios der deutschen und rätoromanischen Schweiz (Radio DRS).

## Leben
Hans Vogt wurde als jüngster Sohn des Lehrers und Chorleiters Emil Vogt am 3. März 1909 in Basel geboren. Nach der Maturität (1928) an der Oberen Realschule in Basel, welche später Mathematisch-Naturwissenschaftliches Gymnasium und heute Gymnasium Kirschgarten heisst, studierte er auf Anraten seines Onkels Hermann Suter Musik am Basler Konservatorium. 1931 erlangte er als Schüler von Carlotte Schrameck das Solistendiplom für Klavier und 1932 das Diplom für das Lehramt für Gesang und Musik an mittleren und oberen Schulen. Anschliessend besuchte er 1932/33 die Dirigentenkurse von Felix Weingartner.  Daneben hatte er privat Kompositionsunterricht bei Otto Rippl.  Danach unternahm er einen einjährigen Studienaufenthalt in Paris, bei welchem er bei Paul Dukas seine kompositorischen und bei Alfred Cortot seine pianistischen Fähigkeiten verfeinerte. Anschliessend lebte er als freier Künstler in Basel und betätigte sich hauptsächlich als Pianist, mit Konzerten in der Schweiz, Deutschland, Frankreich und Italien, und als Komponist.
1942 wurde Hans Vogt zum Pauschalmitarbeiter des Radios der deutschen und rätoromanischen Schweiz (Radio DRS), bei welchem er schon seit zehn Jahren gelegentliche Engagements hatte. In dieser Funktion war er eine Art „Hauskomponist, -pianist und -dirigent“ von Radio DRS.
1946 wurde er als Klavierlehrer an das Basler Konservatorium berufen. Während dieser Zeit verfasste er das Buch Pianistische Grundbegriffe: Vorbemerkungen zu einer Lehre des Klavierspieles, welches 1949 erschien. 1953 gab er seine Lehrtätigkeit am Konservatorium zugunsten einer vollamtlichen Mitarbeit am Radio DRS auf. 1958 wurde er Stellvertreter des Leiters der Musikabteilung, Conrad Beck, von welchem er 1966 das Amt des Leiters der Musikabteilung übernahm, welches er bis 1974 innehatte. 1978 starb Hans Vogt im Alter von 69 Jahren in Basel.

## Werk

### Als Pianist
Hans Vogt gab verschiedene Konzerte in Frankreich, Italien, Deutschland und der Schweiz. Daneben machte er viele Tonaufnahmen für das Radio der deutschen und rätoromanischen Schweiz und war ein bei Sängern und Instrumentalisten beliebter Begleiter. Er bildete ausserdem ein langjähriges Klavierduo mit Eduard Henneberger.

### Als Dirigent
In seiner Tätigkeit als Dirigent brachte Hans Vogt mit der Basler Orchester Gesellschaft (Basler Sinfonieorchester) und  dem Radio-Sinfonieorchester immer wieder Werke von seinerzeit vergessenen Komponisten wie Felix Draeseke, Friedrich Gernsheim, Adalbert Gyrowetz, Heinrich von Herzogenberg, Johann Wenzel Kalliwoda, Joseph Martin Kraus, Georg Abraham Schneider, August Walther, Paul Wineberger, Joseph Hartmann Stuntz oder auch die Engelberger Talhochzeit des Luzerner Patriziers Franz Joseph Leonti Meyer von Schauensee zur Aufführung. Des Weiteren brachte er viele Werke französischer Komponisten zum ersten Mal in der deutschsprachigen Schweiz zur Aufführung, wie zum Beispiel von Albéric Magnard, Vincent d’Indy, Louis Vierne, Charles-Marie Widor und Ernest Chausson.

### Als Komponist
Hans Vogts kompositorisches Schaffen ist sowohl durch den französischen Stil als auch durch deutsche Einflüsse geprägt. So sah sich Hans Vogt selbst in der Tradition von Bach, Ravel und Bartók.
Das kompositorische Werk von Hans Vogt umfasst rund 70 Werke sowie eine Vielzahl von Kompositionen zu Sendungen und Hörspielen des Radios der deutschen und rätoromanischen Schweiz. So verfasste er neben vier Sinfonien, eine Messe, ein Violinkonzert, ein Klavierkonzert, mehrere Vokalwerke, wie das Heitere Herbarium nach Gedichten von Karl Heinrich Waggerl oder Drei Lieder nach Gedichten von Johann Peter Hebel, mehrere Klavierwerke, wie die Sonatine für Klavier oder die Zehn Klavierstücke für die Jugend, sowie mehrere Werke für Kammerorchester, wie ein Divertimento für Oboe, Klarinette und Fagott, Sieben Stücke für Alt-Saxophon und Klavier, die Variationen und Fuge über «Hello Dolly» für Streichquartett oder die Trois Caprices für vier Klarinetten in B. Die Trois Caprices für vier Klarinetten «zeigen den Komponisten Hans Vogt […], der aus der Schule von Paul Dukas Hervorgegangene, der grosse satztechnische Könner und nicht zuletzt der Humorist wie Jacques Ibert, Darius Milhaud oder Francis Poulenc.»
Neben den ernsten Werken umfasst das Werk von Hans Vogt auch Werke der Gebrauchsmusik. So schrieb er die Musik zum Ballettfestspiel Es lebe das Leben für das Eidgenössische Turnfest von 1959 in Basel, zum Basler Stadtspiegel: ein Spiel in drei Bildern von Rudolf Suter sowie eine Musik zu dem Altdorfer Tellenspiel. Des Weiteren komponierte er für die Basler Fasnacht den Gugger-Marsch für 3 Piccolo und Basler Trommeln. Hans Vogt ist ebenfalls der Komponist des bei vielen Baslern bekannten Liedes Kumm, mer fahre-n-ibere Rhy.
Der grosse Teil seiner Werke wird in handschriftlicher oder gedruckter Form in der Universitätsbibliothek der Universität Basel und im Archiv des Schweizer Radios der deutschen und rätoromanischen Schweiz aufbewahrt.

## Werkliste (Auszug)
- Orchester
  - Sinfonie Nr. 1 (1959)
  - Sinfonie Nr. 2 (1964)
  - Sinfonie Nr. 3 (1972)
  - Sinfonie Nr. 4 (1976/1977)
  - Romantische Suite für grosses Orchester

- Solo-Instrumente und Orchester
  - Concertino für Klavier und kleines Orchester (1975)
  - Klavierkonzert in C-Dur (1936)
  - Violinkonzert in A-Dur (1942)

- Kammermusik
  - Andante und Allegro für Flöte und Klavier (1949)
  - Divertimento für Oboe, Klarinette und Fagott (1975)
  - Drei Bagatellen für Oboe, Klarinette und Fagott (1960)
  - Trois Caprices für vier Klarinetten in B (1974)
  - Sonate für Violine und Klavier, D-Dur (1937)
  - Sonate für Violoncello und Klavier, G-Dur (1954)
  - Streichquartett Nr. 1, A-Dur (1934)
  - Streichquartett Nr. 2 (1952)
  - Sieben Stücke für Alt-Saxophon und Klavier (1959)
  - Variationen und Fuge über Hello Dolly für Streichquartett (ohne Jahresangabe)
  - Gugger-Marsch für 3 Piccolo und Basler Trommeln (1954)

- Solo-Instrumente
  - Sonatine für Klavier (1950)
  - Suite in Des-dur für Klavier (1938)
  - Suite in e-moll für Klavier (1933)
  - Zehn Klavierstücke für die Jugend (1975)

- Vokalmusik
  - Musik zum Singspiel Scherz, List und Rache (J. W. Goethe), für Sopran, Tenor, Bariton und Klavier (1934)
  - Heiteres Herbarium (K. H. Waggerl), für gemischten Chor a cappella (1953)
  - Sechs Gesänge (F. Hölderlin), für mittlere Stimme und Klavier (1958)
  - Fünf Lieder (F. von Matthisson), für mittlere Stimme und Klavier (1952)
  - Drei Lieder (Joh. P. Hebel), für mittlere Stimme und Klavier (1955)
  - Drei Gesänge (Ruth Schaumann), für hohe Stimme und Klavier (1934/1935)
  - Laudes Paschales, Osterhymnus (Notker), für vier Solostimmen, gemischten Chor und Orchester (1966/67)